# ماریولا بودارچوک
ماریولا بودارچوک (اوکراینی: Маріола Павлівна Боднарчук؛ زادهٔ ۲۳ مارس ۲۰۰۲) ژیمناستیک ریتمیک، و ژیمناست ریتمیک اهل اوکراین است.